# Абаза, Григорий Вениаминович
Григорий Вениаминович Абаза (1863—1914) — российский чиновник, действительный статский советник. Семипалатинский и акмолинский вице-губернатор. Член ЗСОИРГО (1892).

## Биография
Родился в 1863 году — 26 или 27 сентября.
В августе 1876 года поступил во второй класс 1-й Харьковской гимназии, которую окончил в 1884 году.
В 1890 году окончил юридический факультет Харьковского университета.
В службе и классном чине с 19 мая 1890 года. На 1897 год надворный советник, чиновник для поручений при канцелярии Степного генерал-губернатора.
С 1901 по 1907 год — председатель областного правления и Акмолинский вице-губернатор. С 1907 по 1911 год — председатель областного правления и семипалатинский вице-губернатор.
С 1912 года был предводителем Купянского уездного дворянства; 6 декабря 1913 года был произведён в действительные статские советники; был награждён орденами Св. Анны 2-й степени (1903) и Св. Владимира 4-й степени (1906).
Умер 10 (23) ноября 1914 года.